# Газета "Ажур"
Газета «Ажур» — україномовна рекламно-інформаційна газета міста Умань.
Газета безкоштовних оголошень у місті Умань. Виходить один раз на тиждень, у середу, на 12 сторінках формату А3. Наклад: 3 500 примірників. Наповнення газети — оголошення та реклама. Щотижня в газеті друкуються більше тисячі оголошень. Передплатний індекс — 60289, Засновник, видавець, та відповідальний за випуск Кошеленко Олег Володимирович

## Перший вихід газети
Перший вихід газети був 31 травня 2005 року — 4 сторінки формату А4, через два тижні вже вісім сторінок формату А4, а з 15 листопада 2005 року газета почала друкуватись у форматі А3.
У травні 2009 року був створений сайт — візитка, де можна ознайомитися з архівом номерів з 2011 року.
http://ajur.ck.ua [Архівовано 7 квітня 2022 у Wayback Machine.]

## Новий сайт газети «Ажур»
Щоб продовжувати надавати клієнтам максимум зручних послуг, у травні 2018 року розпочав роботу новий сайт, де можна розмістити безкоштовні оголошення [Архівовано 1 квітня 2022 у Wayback Machine.]
Також у газети «Ажур» є сторінка у Facebook
та Facebook група AJUR безкоштовні оголошення